# Комбі Уатара II
Комбі Уатара II (*д/н–бл. 1895) — фагама (володар) держави Конг у 1892—1895 роках.

## Життєпис
Походив з династії Уатара. 1892 року за невідомих обставин зайняв трон держави. За більшістю відомостей повалив фагаму Карамоко Уле. Продовжив війну проти Васулу і Кабадугу. У 1892 і 1893 роках Комбі Уатара II вимушений був відбивати напади Саморі, фаами Васулу. Володар Конгу звернувся до французів, але не отримав значної допомоги. військо виявилося ослабленим поразками. 1895 року загинув у битві з Васулу або помер невдовзі після поразки.